# Projeto Gompa
O Projeto Gompa é um coletivo brasileiro de teatro com base em Porto Alegre.
Surgiu como uma associação informal entre alguns artistas ligados às artes cênicas, entre eles a professora de teatro da Universidade Federal do Rio Grande do Sul Camila Bauer, a coreógrafa Carlota Albuquerque, o designer sonoro e ator Álvaro RosaCosta e o cenógrafo Élcio Rossini. Com o bom resultado das primeiras experiências em conjunto, o grupo se estabilizou, e segundo Fábio Prikladnicki, "o Projeto Gompa se consolidou como um dos mais inovadores coletivos de artes cênicas do Rio Grande do Sul, conhecido por releituras pouco convencionais de clássicos". O grupo segue uma linha experimental, fundindo referenciais do teatro, da dança, da música e das artes visuais.
Seu trabalho de estreia, em 2014, foi As Aventuras do Pequeno Príncipe, voltado ao público infantojuvenil, livremente inspirado na obra de Saint-Exupéry, apresentando questionamentos e diferentes formas de ver o mundo. O espetáculo recebeu o Prêmio Nacional Funarte de Circulação nos Planetários da Região Sul e três Prêmios Tibicuera de Teatro Infantil: Melhor Produção (Sue Gotardo), Melhor Ator Coadjuvante (Jéferson Rachewsky) e Melhor Iluminação (Carol Zimmer).
Em 2017 o grupo recebeu na Noruega o prêmio International Ibsen Scholarship,  que resultou na montagem Inimigos na casa de bonecas, concebida a partir de duas obras de Henrik Ibsen, O inimigo do povo e Casa de bonecas, onde são enfatizadas questões de gênero, corrupção e onipresença das mídias.
Em 2017 o coletivo desenvolveu o espetáculo Chapeuzinho Vermelho, baseado no texto de Joël Pommerat, sendo um dos destaques do Festival Internacional de Teatro de Rio Preto, e recebendo oito prêmios no Festival Nacional de Teatro de Congonhas, para Melhor Espetáculo, Direção (Camila Bauer), Ator Coadjuvante (Henrique Gonçalves), Atriz Coadjuvante (Fabiane Severo), Iluminação (Thais Andrade), Trilha Sonora (Álvaro RosaCosta), Cenário (Élcio Rossini) e Destaque do Júri (Carlota Albuquerque); os prêmios Olhares da Cena e Cenym de Teatro Nacional; dois Prêmios Açorianos para Melhor Figurino (Daniel Lion) e Ator Coadjuvante (Henrique Gonçalves); cinco Prêmios Tibicuera, para Melhor Espetáculo, Direção (Camila Bauer), Figurino, Trilha Sonora (Álvaro RosaCosta), Ator (Guilherme Ferreira) e ainda o Prêmio RBS TV pelo júri popular.
Em 2019 foi a vez de Frankenstein, inspirado na obra homônima de Mary Shelley, que foi contemplado com o Prêmio Olhares da Cena. Para o crítico Diego Ferreira, "Frankenstein é o novo e ousado projeto do Coletivo Gompa, que a cada novo trabalho nos coloca diante de novas possibilidades no campo das artes da cena. Fica difícil categorizar e encaixotar em rótulos as produções deste coletivo que nos últimos cinco anos tem se dedicado à pesquisa de linguagem e levado à risca o hibridismo em suas produções. [...] Frankenstein eclode com a fábula presente no original de Mary Shelley buscando a essência da narrativa para expandir o conceito de pertencimento, além de trazer à tona questões sobre beleza, aceitação, mutilação. [...] O projeto Gompa mais uma vez está de parabéns não apenas pelo trabalho, mas pelo conjunto de sua obra que a cada novo passo eleva as produções gaúchas a outros patamares, qualificando tecnicamente o teatro feito por aqui, prova disso é o reconhecimento que o coletivo vem conquistando por onde passa. Bravo!!!" 
Ainda em 2019 surgiu A Última Negra, teatro adulto apresentado de forma virtual, que questiona o racismo estrutural em suas manifestações políticas e socioculturais. Para o crítico Thiago Silva, "a dramaturgia de Pedro Bertoldi denuncia as diferentes formas pelas quais este racismo engendra perspectivas societárias, práticas e discursos de grupos e sujeitos distintos, dando ênfase, muitas vezes, para violências cotidianas que perpassam os corpos negros diariamente sem que discutamos isso com a seriedade que deveríamos. [...] A Última Negra é um trabalho necessário e urgente que destaca-se não apenas pela sua qualidade técnica, mas por tudo aquilo que representa".
Em 2022 sua montagem Amazônia - Um olhar sobre a Floresta recebeu o Prêmio Tibicuera nas categorias Trilha Sonora e Direção, além do Prêmio Especial "pela relevância política do tema, proposta artística e pesquisa".